# Jan Borýsek
Jan Borýsek (12. dubna 1907 Horní Němčí – 21. října 1952 Uherské Hradiště) byl český protikomunistický odbojář, který zemřel po brutálních výsleších ve věznici v Uherském Hradišti.

## Životopis
Narodil se v roce 1907 v Horním Němčí. Měl nejméně dva bratry, Františka a Josefa. Po komunistickém převratu se mu v roce 1951 podařilo emigrovat do Rakouska. V něm se zapojil do protikomunistického odboje, když byl vyškolen jako agent chodec. V Československu byl poté zatčen v červnu 1952, když se pokoušel převést několik osob ze země do Rakouska. Během zatýkání byl postřelen a po zadržení tak byl převezen do nemocnice v Uherském Brodě. Krátce poté byl převezen do Uherského Hradiště. 
Dne 18. října 1952 vyšetřovatelé zahájili sérii velmi ostrých výslechů. Na následky mučení během nich zemřel o tři dny později přímo ve výslechové místnosti. Pohřben byl tajně v Hodoníně. Za jeho smrt byl ke dvacetidennímu trestu odnětí svobody odsouzen jeden z vyšetřovatelů. V politickém procesu zvaném „František Borýsek a spol.“ byli jeho bratři v květnu 1953 odsouzeni k trestu odnětí svobody ve výši 22, respektive 20 let, propadnutí veškerého majetku, ztrátě občanských práv a peněžitému trestu. Jedna další osoba byla v procesu rovněž odsouzena k dlouholetému trestu odnětí svobody.